# Dasyhelea curtiradialis
Dasyhelea curtiradialis är en tvåvingeart som beskrevs av Tokunaga 1940. Dasyhelea curtiradialis ingår i släktet Dasyhelea och familjen svidknott. Inga underarter finns listade i Catalogue of Life.